# Inside Out (grup sXe)

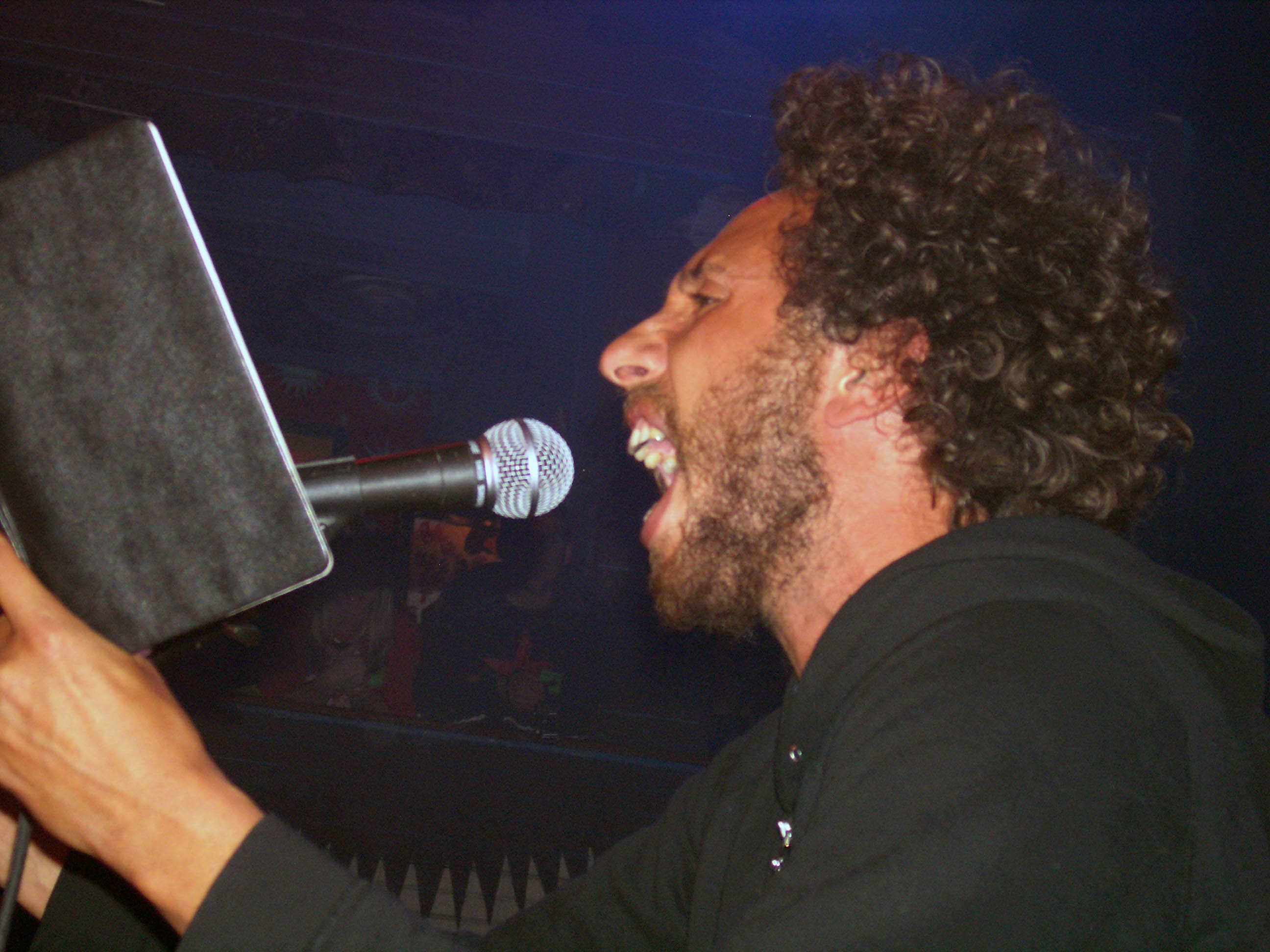
Zack de la Rocha

Inside Out va ser un grup de hardcore straight edge nord-americà provinent d'Orange County, Califòrnia, fundat l'any 1988. Va ser encapçalat pel cantant Zack de la Rocha, posteriorment membre de Rage Against the Machine.

## Membres

### Formació del disc
- Zack de la Rocha: veu (Rage Against the Machine, Hardstance, One Day as a Lion)
- Vic DiCara: guitarra (Shelter, Beyond, Burn, 108)
- Mark Hayworth: baix (Hardstance, Gorilla Biscuits)
- Chris Bratton: bateria (Justice League, No for an Answer, Chain of Strength, Statue, Drive Like Jehu, Wool)

### Anteriors
- Alex Barreto: bateria (Against the Wall, Chain of Strength, Hardstance, Statue, World's Fastest Car, Ignite, Alien Ant Farm)
- Sterling Wilson: baix (Reason to Believe, No for an Answer)

- Mike Down: guitarra (Amenity, Forced Down)
- Joey Piro: bateria (Pitchfork, Forced Down)
- Joey Piro: bateria (Pitchfork, Forced Down)
- Michael Rosas: guitarra (Headfirst, Smile)

## Discografia
- No Spiritual Surrender (EP, Revelation Records, 1990)[1]
- Benefit 7" (Bootleg gravat en directe amb Youth Of Today, 1991)

## Curiositats
El següent disc del grup s'anava a titular «Rage Against the Machine», però el vocalista Zack de la Rocha va deixar el grup per a formar una altra banda amb aquest nom.